# Amphissa reticulata
Amphissa reticulata är en snäckart som beskrevs av Dall 1916. Amphissa reticulata ingår i släktet Amphissa och familjen Columbellidae. Inga underarter finns listade i Catalogue of Life.